# Lac Asososca
Lac Asososca is een maar (vulkaan) in het departement León in het westen van Nicaragua. De berg ligt op ongeveer 20 kilometer ten oosten van de stad León. De maar is onderdeel van de bergketen Cordillera Los Maribios.
Ten noordwesten ligt de vulkaan Cerro Asososca.